# غبار زمان
غبار زمان (Η Σκόνη του Χρόνου) فیلمی از تئو آنگلوپولوس که در ۱۲ فوریه ۲۰۰۹ در ۵۹امین جشنواره جهانی فیلم برلین به نمایش درآمد و مورد ستایش منتقدین قرار گرفت.
این فیلم دومین قسمت از سه‌گانه ناپایانی است که با دشت گریان در سال ۲۰۰۴ آغاز شد. قسمت آخر این سه‌گانه «فردا» نام داشت که به دلیل مرگ آنجلوپلوس در ژانویه ۲۰۱۲ ناتمام باقی‌ماند.
در یک کنفرانس مطبوعاتی رسانه‌های یونانی، از آنجلوپلوس درباره نقد فیلم‌هایش پرسیده شد که او چنین پاسخ داد:
کارگردانان توسط منتقدین یا مخاطبین برگزیده نمی‌شوند. آنها توسط زمان برگزیده می‌شوند
و همچنین گفته شد که فیلمهای او همه بخش‌هایی از یک فیلم واحد هستند که اینچنین پاسخ داد.
بخش‌هایی، همانطور که ایشان فرمودند، از یک کتاب بزرگ درباره سرنوشت انسانی، درباره زمانی که سپری شده و زمان‌هایی که در حال آمدن هستند.

## خلاصه داستان
یک فیلمساز آمریکایی یونانی تبار به نام «الف»، که به ویلهم دفو اشاره دارد برای یافتن شکافهایی در زمان در بین کشورهای بسیاری که او و خانواده اش از زمان تولد او در ۱۹۵۳ ترک کرده‌اند بر می‌گردد. غبار زمان خاطرات را در هم آمیخته و گنگ می‌کند. فیلم مثلث اروتیکی بین مادر کارگردان «النی»(ایره نه ژاکوب)، ژاکوب (برونو گانز) و اسپایروس (مایکل پیکولی) را به تصویر می‌کشد

## صدا
موسیقی این فیلم مانند بسیاری دیگر از کارهای آنجلوپلوس از النی کاریندرو است.